# Jorge Rivera (MMA)
Pour les articles homonymes, voir Jorge Rivera.
Jorge Luis Rivera, né le 28 février 1972, est un pratiquant américain d'arts martiaux mixtes (MMA). Il a notamment combattu 
En 2006, il participe à la quatrième saison de la série The Ultimate Fighter. Il continue jusqu'en 2012 sa carrière dans la catégorie des poids moyens de l'Ultimate Fighting Championship. Après une victoire par KO sur Eric Schafer, il annonce sa retraite le 20 janvier 2012 mettant alors fin à plus de 10 ans de carrière.

## Palmarès en arts martiaux mixtes
| Résultat | Record | Adversaire         | Méthode                                   | Événement                            | Date              | Round | Temps | Lieu                                      | Notes                                 |
| -------- | ------ | ------------------ | ----------------------------------------- | ------------------------------------ | ----------------- | ----- | ----- | ----------------------------------------- | ------------------------------------- |
| Victoire | 20-9   | Eric Schafer       | TKO (coups de poing)                      | UFC on FX: Guillard vs. Miller       | 20 janvier 2012   | 2     | 1:31  | Nashville, Tennessee, États-Unis          | Il prend sa retraite après le combat. |
| Défaite  | 19-9   | Costa Philippou    | Décision partagée                         | UFC 133 : Evans vs. Ortiz            | 6 août 2011       | 3     | 5:00  | Philadelphie, Pennsylvanie, États-Unis    |                                       |
| Défaite  | 19-8   | Michael Bisping    | TKO (frappes)                             | UFC 127 : Penn vs. Fitch             | 27 février 2011   | 2     | 1:54  | Sydney, Australie                         |                                       |
| Victoire | 19–7   | Nate Quarry        | TKO (coups de poing)                      | UFC Fight Night : Florian vs. Gomi   | 31 mars 2010      | 2     | 0:29  | Charlotte, Caroline du Nord, États-Unis   |                                       |
| Victoire | 18–7   | Rob Kimmons        | TKO (coups de poing)                      | UFC 104 : Machida vs. Shogun         | 24 octobre 2009   | 3     | 1:53  | Los Angeles, Californie, États-Unis       |                                       |
| Victoire | 17–7   | Nissen Osterneck   | Décision partagée                         | UFC Fight Night: Condit vs. Kampmann | 1er avril 2009    | 3     | 5:00  | Nashville, Tennessee, États-Unis          |                                       |
| Défaite  | 16–7   | Martin Kampmann    | Soumission (étranglement en guillotine)   | UFC 85 : Bedlam                      | 7 juin 2008       | 1     | 2:44  | Londres, Royaume-Uni                      |                                       |
| Victoire | 16–6   | Kendall Grove      | KO (coups de poing)                       | UFC 80 : Rapid Fire                  | 19 janvier 2008   | 1     | 1:20  | Newcastle, Royaume-Uni                    |                                       |
| Défaite  | 15–6   | Terry Martin       | KO (coups de poing)                       | UFC 67 : All or Nothing              | 3 février 2007    | 1     | 0:14  | Las Vegas, Nevada, États-Unis             |                                       |
| Victoire | 15–5   | Edwin Dewees       | TKO (frappes)                             | The Ultimate Fighter 4 Finale        | 11 novembre 2006  | 1     | 2:37  | Las Vegas, Nevada, États-Unis             |                                       |
| Victoire | 14–5   | Timothy Williams   | TKO (coups de poing)                      | WFL 6 : No Fooling Around            | 1er avril 2006    | 1     | 3:50  | Revere, Massachusetts, États-Unis         |                                       |
| Défaite  | 13–5   | Chris Leben        | TKO (frappes)                             | UFC Ultimate Fight Night 3           | 16 janvier 2006   | 1     | 1:44  | Las Vegas, Nevada, États-Unis             |                                       |
| Victoire | 13–4   | Dennis Hallman     | Décision unanime                          | UFC 55 : Fury                        | 7 octobre 2005    | 3     | 5:00  | Uncasville, Connecticut, États-Unis       |                                       |
| Victoire | 12–4   | Marcelo Azevedo    | Décision unanime                          | CR 13 : No Fear                      | 10 septembre 2005 | 3     | 5:00  | Londres, Royaume-Uni                      |                                       |
| Victoire | 11–4   | Danny Vega         | Soumission technique (arm triangle choke) | WFL : Unleashed                      | 6 août 2005       | 1     | 0:47  | Revere, Massachusetts, États-Unis         |                                       |
| Défaite  | 10–4   | Anderson Silva     | TKO (coups de genou et coups de poing)    | CR 11 : Face Off                     | 30 avril 2005     | 2     | 3:53  | Londres, Royaume-Uni                      |                                       |
| Victoire | 10–3   | Alex Reid          | KO (coups de poing)                       | CR 10 : Deliverance                  | 26 février 2005   | 1     | 0:41  | Londres, Royaume-Uni                      |                                       |
| Défaite  | 9–3    | Rich Franklin      | Soumission (clé de bras)                  | UFC 50 : The War of '04              | 22 octobre 2004   | 3     | 4:28  | Atlantic City, New Jersey, États-Unis     |                                       |
| Victoire | 9–2    | Mark Weir          | TKO (arrêt du médecin)                    | CR 7 : Battle of Britain             | 10 juillet 2004   | 1     |       | Londres, Royaume-Uni                      |                                       |
| Victoire | 8–2    | James Gabert       | TKO (coups de poing)                      | MMA : Eruption                       | 20 avril 2004     | 3     | 4:10  | Lowell, Massachusetts, États-Unis         |                                       |
| Défaite  | 7–2    | Lee Murray         | Soumission (clé de bras dans le triangle) | UFC 46 : Supernatural                | 31 janvier 2004   | 1     | 1:45  | Las Vegas, Nevada, États-Unis             |                                       |
| Victoire | 7–1    | David Loiseau      | Décision unanime                          | UFC 44 : Undisputed                  | 26 septembre 2003 | 3     | 5:00  | Las Vegas, Nevada, États-Unis             |                                       |
| Victoire | 6–1    | Solomon Hutcherson | KO (coups de poing)                       | USMMA 3 : Ring of Fury               | 3 mai 2003        | 1     | 3:01  | Boston, Massachusetts, États-Unis         |                                       |
| Victoire | 5–1    | Andy Lagden        | Soumission (rear naked choke)             | CWFC 2 : Fists of Fury               | 30 novembre 2002  | 1     | N/A   | Londres, Royaume-Uni                      |                                       |
| Victoire | 4–1    | Travis Lutter      | TKO (coups de poing)                      | USMMA 2 – Ring of Fury               | 21 septembre 2002 | 3     | 3:46  | Lowell, Massachusetts, États-Unis         |                                       |
| Victoire | 3–1    | Joe Nye            | TKO (coups de poing)                      | USMMA 1 : Ring of Fury               | 18 mai 2002       | 1     | 0:52  | Lowell, Massachusetts, États-Unis         |                                       |
| Victoire | 2–1    | Brian Hawkins      | KO (coups de poing)                       | TFC FightZone : Back in the Zone     | 22 mars 2002      | 1     | N/A   | Toledo, Ohio, États-Unis                  |                                       |
| Victoire | 1-1    | Elias Rivera       | TKO (coups de poing)                      | Mass Destruction 3                   | 4 août 2002       | 1     | 6:50  | Springfield, Massachusetts, États-Unis    |                                       |
| Défaite  | 0–1    | Branden Lee Hinkle | TKO (arrêt du coin)                       | RSF 2 : Attack at the Track          | 23 juin 2001      | 2     | 1:54  | Chester, Virginie-Occidentale, États-Unis |                                       |